# Hadennia prunosa
Hadennia prunosa är en fjärilsart som beskrevs av Moore 1885. Hadennia prunosa ingår i släktet Hadennia och familjen nattflyn. Inga underarter finns listade i Catalogue of Life.